# ライオンは寝ている
「ライオンは寝ている」、「ライオンはねている」（英：The Lion Sleeps Tonight）（「Wimoweh（ウィモウェ）」、「Mbube（ンブゥベ）」としても知られる）は、ソロモン・リンダが書いた曲で、主にトーケンズのヒット曲として知られている。

## 歴史
「Mbube」（ズールー語でライオンの意味）は、1939年にソロモン・リンダによって書かれ、彼のグループ Evening Birds によって演奏された。「Mbube」は南アフリカで1940年代に10万枚売れるヒットとなった。この曲の名前は、後にアフリカのア・カペラの音楽スタイル「ムブーベ」（その後さらにイシカタミアへ進化した）の元となった 。
アラン・ロマックスが、フォーク・ミュージック・グループのウィーヴァーズのピート・シーガーにこの曲を紹介した。1年以上彼ら（ウィーヴァーズ）がこの曲をコンサートで演奏した後の1951年11月、原曲のコーラス「uyimbube」（ズールー語で「あなたはライオン」の意味）を聞き違えて曲名を「Wimoweh」としたバージョンをレコーディングした。このバージョンは、全米チャートでトップ20を記録し、キングストン・トリオなどの有名グループにもカバーされた。
ピート・シーガーは、この曲の意味について、ズールー王国の最後の王シャカをライオンにみたててヨーロッパがアフリカの植民地政策を進めたときに隠れた民話をあらわしていると述べている。別の説では、この歌はソロモン・リンダが若い頃に文字通りライオンの子供を殺した話が元になっていると Veit Erlmann が述べている。
ジョージ・デヴィッド・ワイス、ルイージ・クレアトーレ、ヒューゴ・ペレッティが新しい歌詞を書き、トーケンズが1961年に発表したバージョンは、全米シングルチャートで1位を記録した。また、イギリスではカール・デンバーのカバーは、高順位を記録した。この曲は人気があり、いくつかのカバー・バージョンがある。
日本では1982年に佐藤ありすが新たに日本語の歌詞を書き、朝倉紀幸&GANG（朝倉紀行）が「ライオンは起きている」の曲名でロカビリー風にカバーしたバージョンが、テレビドラマ『刑事ヨロシク』主題歌に起用された。
88年公開のエディ・マーフィ主演映画「星の王子 ニューヨークへ行く」では、アレンジされたものが冒頭のオープニングテーマに使用されている。他にも95年公開の「ライオン・キング」や、2024年(日本では2025年)公開の「名もなき者/A COMPLETE UNKNOWN」などで登場人物による歌唱という形で使用されている。

## レコーディング・バージョン別のリスト

### Mbube
- 1938年 Solomon Linda & the Evening Birds
- 1960年 Miriam Makeba,  『Miriam Makeba』収録

### Wimoweh
- 1952年 The Weavers: US #6
- 1952年 Jimmy Dorsey
- 1952年 Yma Sumac
- 1957年 The Weavers, live.
- 1959年 The Kingston Trio
- 1961年 Karl Denver Trio: UK #4
- 1962年 Bert Kaempfert 『That Happy Feeling』収録
- 1993年 Nanci Griffith with Odetta, 『Other Voices, Other Rooms』収録
- 1994年 Roger Whittaker, 『Roger Whittaker Live!』収録
- 1999年 Desmond Dekker, 『Halfway To Paradise』収録

### The Lion Sleeps Tonight
- 1961年 The Tokens: US #1, UK #11
- 1962年 Henri Salvador (フランス語：「Le lion est mort ce soir」) FR #1
- 1962年 ハニー・ナイツ: 朝日ソノラマから発売されたソノシート『映画音楽 No.8』に収録
- 1965年 The New Christy Minstrels
- 1969年 ザ・キング・トーンズ: 『愛のノクターン/ザ・キング・トーンズ』収録
- 1971年 Eric Donaldson
- 1972年 Robert John: US #3
- 1972年 Dave Newman: UK #34
- 1972年 藤島新とヤング101: 「愛の限界」B面曲
- 1975年 Brian Eno
- 1982年 Tight Fit: UK #1, NL #1[4]
- 1982年 The Nylons
- 1989年 Sandra Bernhard
- 1992年 They Might Be Giants with Laura Cantrell, interpolated into 「The Guitar (The Lion Sleeps Tonight)」
- 1993年 Pow woW（英語版）: FR #1, アンリ・サルヴァドール版のカバー
- 1993年 R.E.M.: 「The Sidewinder Sleeps Tonite」B面曲

### ライオンは起きている
- 1982年6月5日発売 朝倉紀幸&GANG（朝倉紀行）: テレビドラマ『刑事ヨロシク』主題歌。

| #         | タイトル                                          | 作詞・作曲                                | 編曲      | 日本語詞   | 時間 |
| --------- | ------------------------------------------------- | ----------------------------------------- | --------- | ---------- | ---- |
| 1.        | 「ライオンは起きている」(The Lion Sleeps Tonight) | H.Peletti、L.Creatore、G.Weiss、A.Stanton | 渡辺敬之  | 佐藤ありす | 2:44 |
| 2.        | 「ノックは3回」                                   | I.Levine、L.Russel Brown                  | 渡辺敬之  | 佐藤ありす | 2:35 |
| 合計時間: | 合計時間:                                         | 合計時間:                                 | 合計時間: | 合計時間:  | 5:19 |

| #         | タイトル                 | 作詞・作曲                                | 編曲      | 日本語詞   | 時間  |
| --------- | ------------------------ | ----------------------------------------- | --------- | ---------- | ----- |
| 1.        | 「ノックは3回」          | I.Levine、L.Russel Brown                  | 渡辺敬之  | 佐藤ありす | 2:35  |
| 2.        | 「ビー・マイ・ベイビー」 | P.Spector、E.Greenwitch、J.Barhy          | 渡辺敬之  | 佐藤ありす | 2:58  |
| 3.        | 「ルシール」             | A.Collins、R.Penniman                     | 入江純    | 佐藤ありす | 3:30  |
| 4.        | 「気になる女の娘」       | M.Morgan、J.Moier                         | 入江純    | 佐藤ありす | 3:37  |
| 5.        | 「ライオンは起きている」 | H.Peletti、L.Creatore、G.Weiss、A.Stanton | 渡辺敬之  | 佐藤ありす | 2:44  |
| 6.        | 「バス ストップ」        | G.Gouldman                                | 入江純    | 佐藤ありす | 3:24  |
| 7.        | 「悲しき雨音」           | J.Gummore                                 | 渡辺敬之  | 佐藤ありす | 2:50  |
| 8.        | 「見つめあう恋」         | Geoff Stephens、Les Reed                  | 南明朗    | 朝倉紀幸   | 3:20  |
| 合計時間: | 合計時間:                | 合計時間:                                 | 合計時間: | 合計時間:  | 24:58 |